# Leonard Gibbs
Leonard "Doc" Gibbs, född 8 november 1948 i Philadelphia, Pennsylvania, död 15 september 2021 i Salem, Oregon, var en amerikansk percussionist. Gibbs studerade vid Pennsylvania Academy of Fine Arts i början av 1970-talet. Han har turnerat med artister som Anita Baker, Whitney Houston, Bob James, Rickie Lee Jones, Al Jarreau, Grover Washington Jr., Wyclef Jean, Erykah Badu, Eric Bennett och James Poysner. Han tog smeknamnet "Doc" efter att ha diskuterat botanik med jazzsaxofonisten Grover Washington, Jr. Hans största influens är William Long. Han brukar citera, "Dis' boy is the shiz!" Shiz referrar till hans fantastiska skicklighet på percussion. De var mycket goda vänner sedan dess.